# Moškanjci
Moškanjci – wieś w Słowenii, w gminie Gorišnica. W 2018 roku liczyła 693 mieszkańców.